# Fryšava pod Žákovou horou
Fryšava pod Žákovou horou (německy Frischau) je obec v okrese Žďár nad Sázavou v Kraji Vysočina. Rozkládá se v délce skoro 2 km po obou stranách říčky Fryšávky. Žije zde 326 obyvatel.

## Název
Jméno vsi bylo pravděpodobně přeneseno ze jména Břežan v době, kdy se jmenovaly Fryšava.

## Historie
První písemná zmínka o obci pochází z roku 1560 a její vznik souvisí se sklárnou. Podle zápisu v novoměstské knize svatebních smluv provdával tehdy sklářský mistr Mates z Fryšavy svou dceru Apolenu. Fryšava byla součástí novoměstského panství, v roce 1749 dostala pečeť, ve znaku je rádlo a nad ním hvězda. Ve 2. polovině 17. století se u obce začala těžit železná ruda pro železárnu v Kadově. Jednalo se o mohutné ložisko, dolovalo se do 50. let 19. století. V letech 1944–1945 působily v okolí obce partyzánské skupiny, 9. 5. 1945 zde došlo k boji partyzánské skupiny Záře s ustupujícími Němci, padlo 12 partyzánů a 5 místních občanů. V odvetě bylo následně povražděno 140-200 kapitulujících německých vojáků.

## Obyvatelstvo
| Rok            | 1869 | 1880 | 1890 | 1900 | 1910 | 1921 | 1930 | 1950 | 1961 | 1970 | 1980 | 1991 | 2001 | 2006 | 2013 |
| Počet obyvatel | 1016 | 1048 | 927  | 895  | 898  | 776  | 881  | 544  | 531  | 481  | 450  | 379  | 338  | 351  | 343  |

## Obecní správa
Mezi lety 1850–1880 a od roku 1964 do 31. prosince 1991 k obci patřily Tři Studně.

## Školství
- Základní škola a mateřská škola Fryšava pod Žákovou horou

## Doprava
Od února 2025 došlo k výraznému navýšení autobusových spojů na Vysočině. Týká se to i Žďárska a konkrétně Fryšava má zvýšený počet spojů na trase do Žďáru nad Sázavou s plynulou návazností zejména na vlaková spojení do Prahy a do Brna. Je zavedené nové pravidelné přímé spojení s městečky a obcemi na trase Žďár nad Sázavou - Sklené - Fryšava pod Žákovou horou - Tři Studně - Kadov (okres Žďár nad Sázavou) - Sněžné (okres Žďár nad Sázavou) - Milovy - Křižánky - Svratka . 

## Sklárna
Fryšavská sklárna patřila mezi nejstarší na Novoměstsku. V polovině 17. století zde byla zavedena výroba benátského skla, v roce 1718 sklárna vyhořela. Provoz byl sice znovu obnoven, ale nejspíše kolem roku 1729 byla její činnost ukončena. Ukázky výrobků jsou v Horáckém muzeu v Novém Městě na Moravě.

## Pamětihodnosti
- Kostel svatého Matouše – klasicistní kostel z roku 1788
- soubor dvanácti litinových křížů vedle kostela, vyrobených během 19. století v kadovské huti
- lidová architektura – venkovské domy čp. 10, 22, 90
- pomník padlým v první světové válce z roku 1928

## Významné osobnosti
- Rudolf Gabessam (1852–1912), lesník, průkopník lyžování na Novoměstsku
- Václav Jícha (1874–1950), malíř, žil zde od roku 1929
- Otakar Šín (1881–1943), hudební skladatel a pedagog

## Sport
V zimním období jsou pole jižně a jihovýchodně od obce využívány pro snowkiting. Jedná se o jeden z nejlepších revírů v České republice. Jeho poloha, situovaná v nadmořské výšce 769 m n. m. (vrchol) zaručuje dostatek sněhu po celé zimní období s velkým počtem větrných dní.

## Galerie

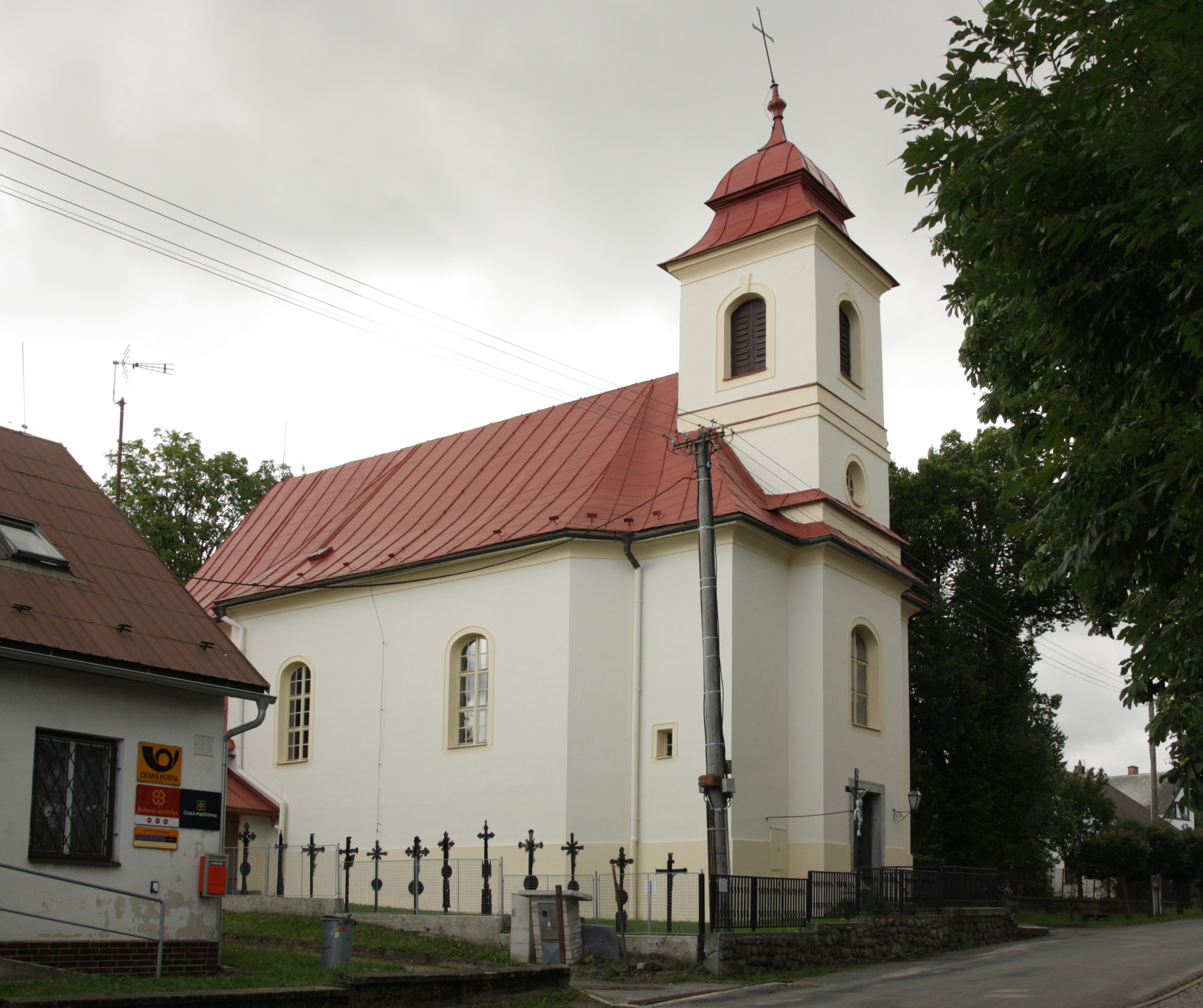
Kostel svatého Matouše
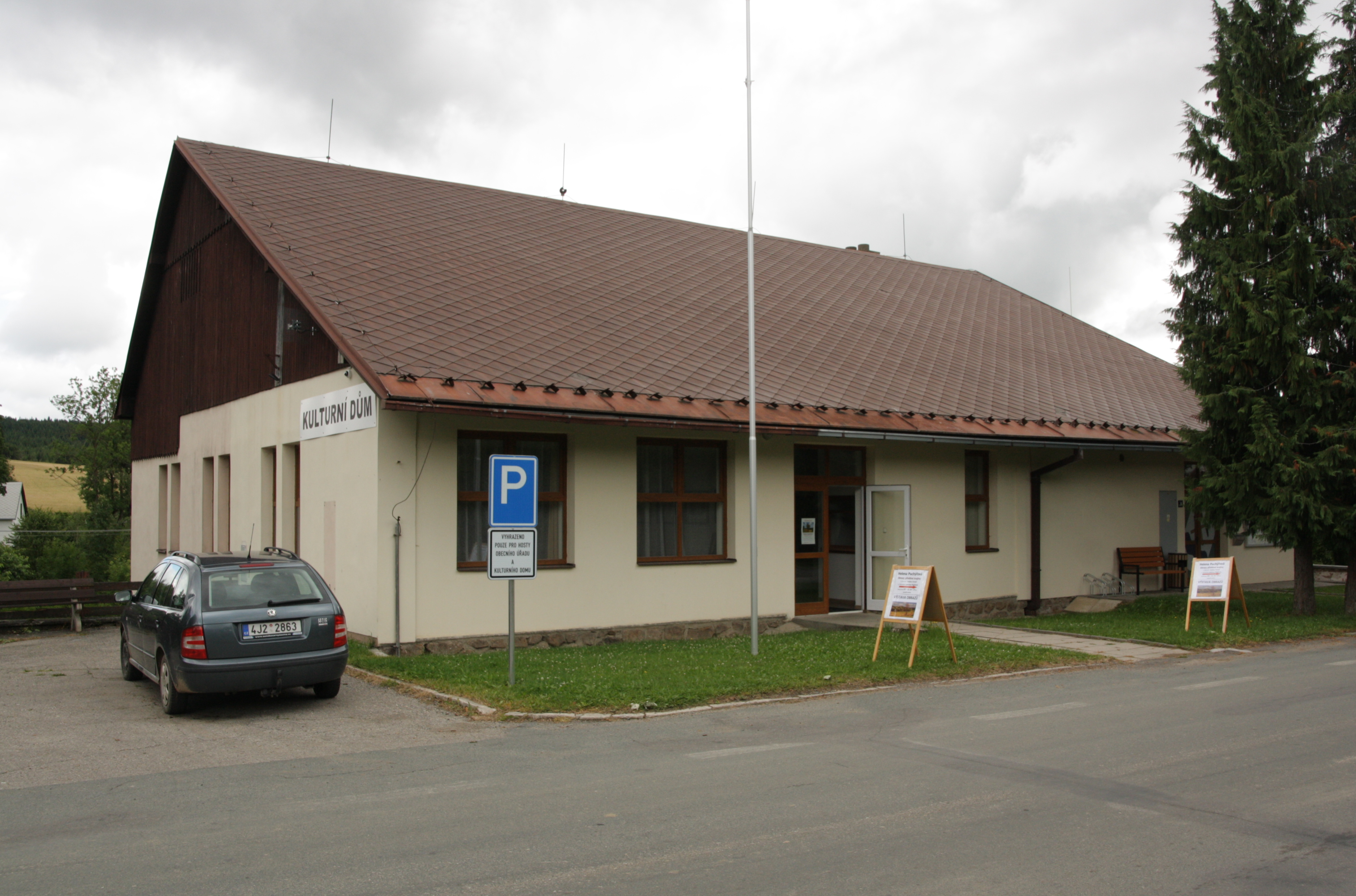
Obecní úřad a kulturní dům
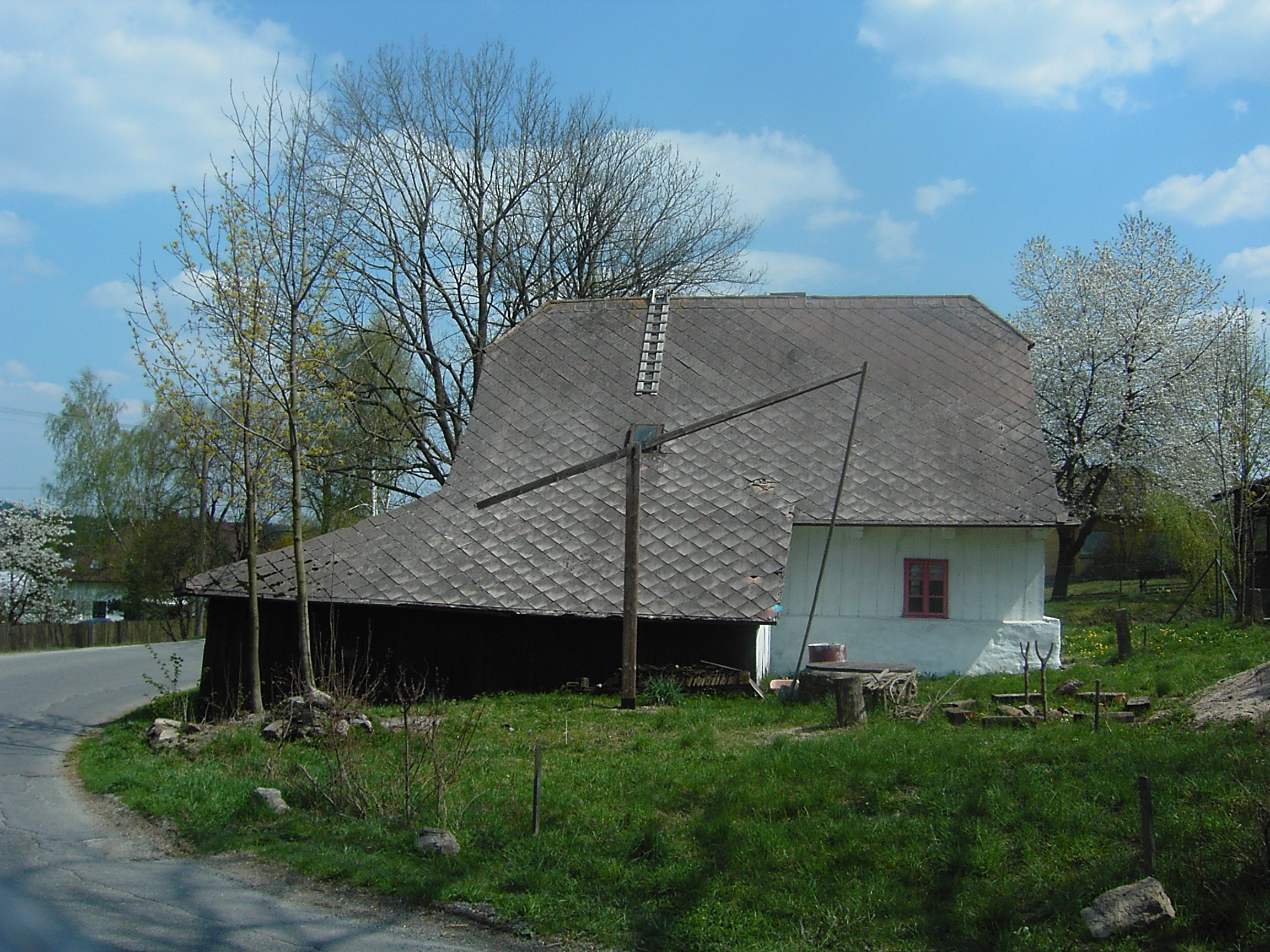
Dům čp. 10 s vahadlovou studní
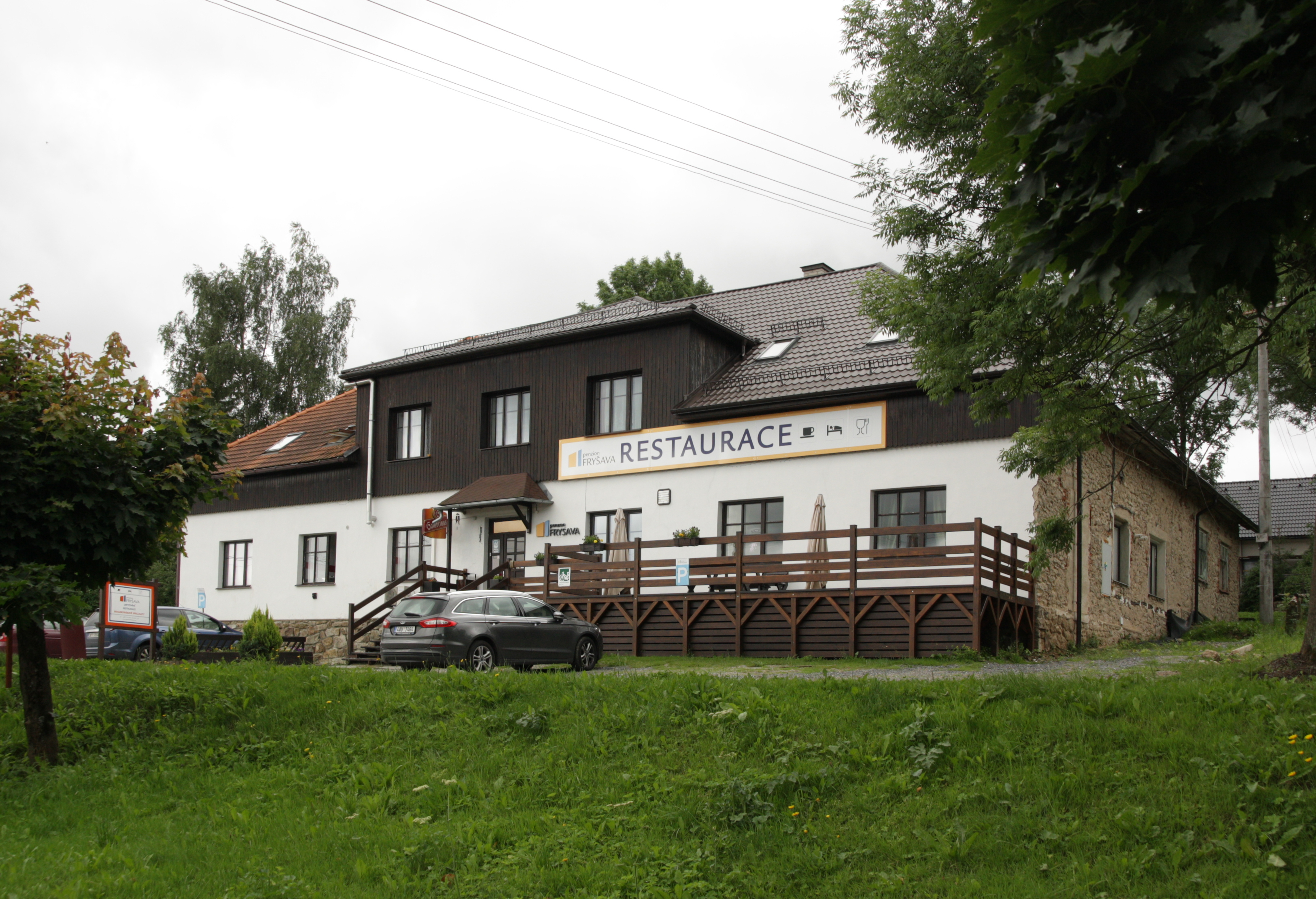
Penzion a restaurace Fryšava
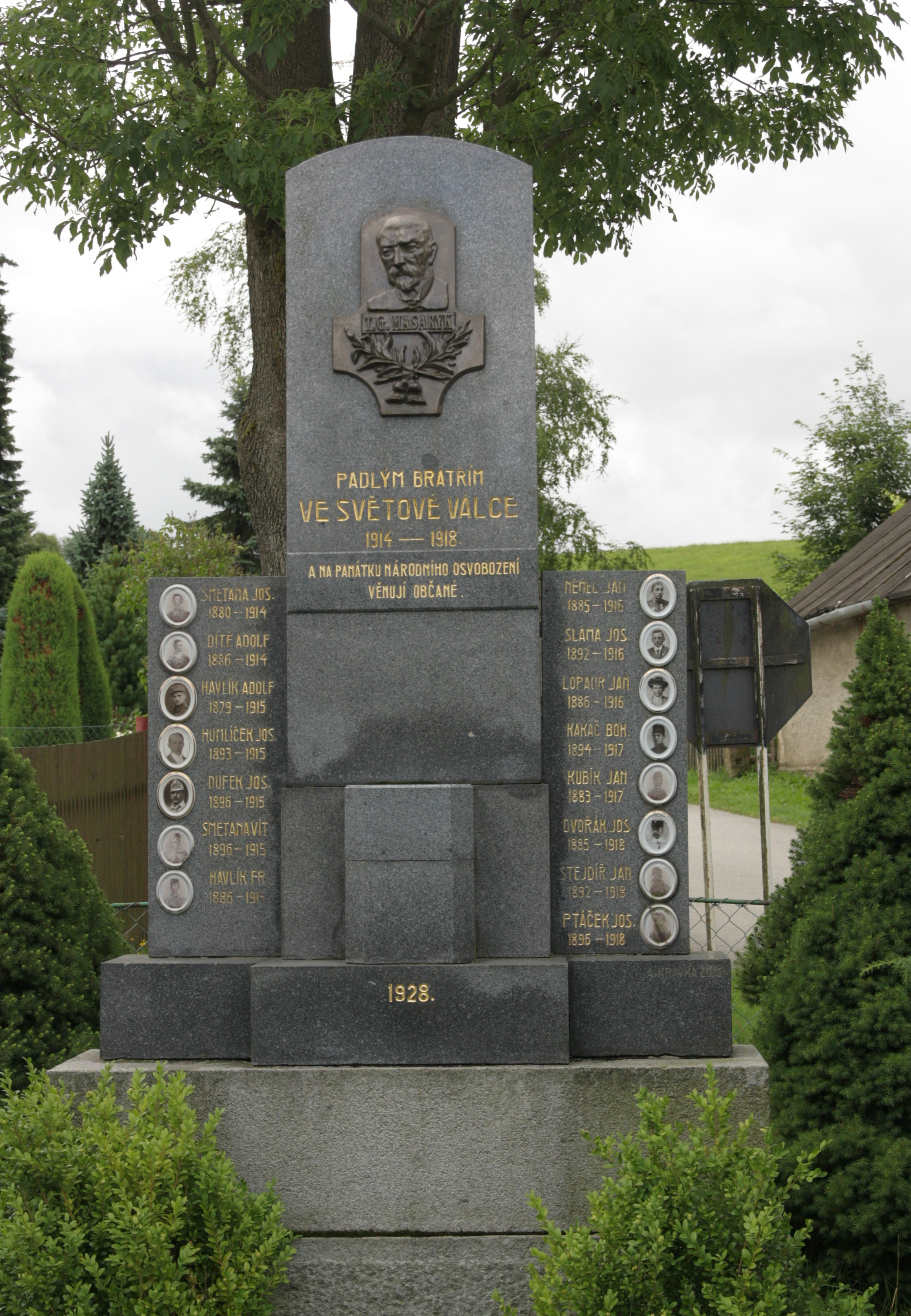
Pomník padlým v 1. světové válce
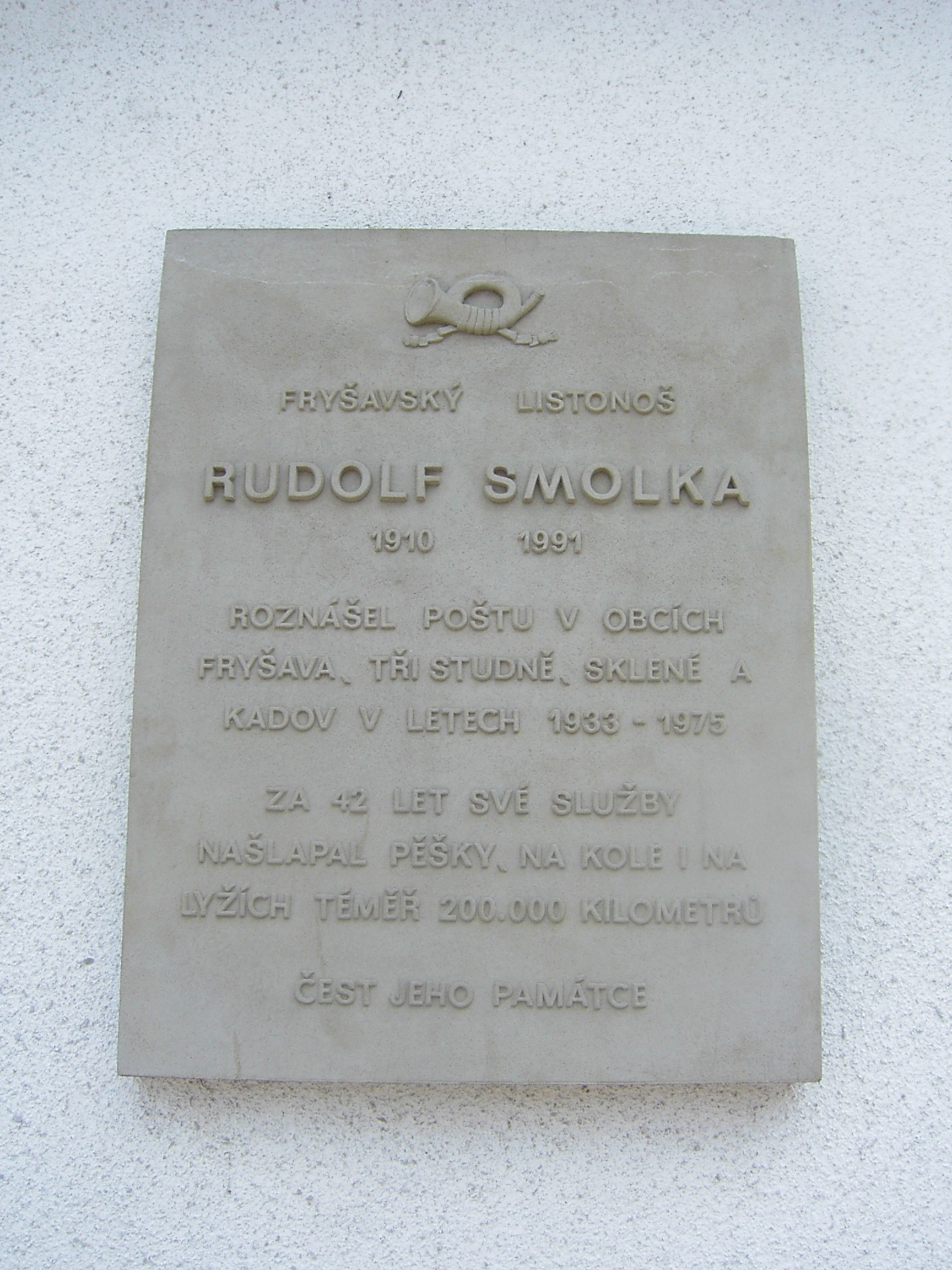
Pamětní deska listonoše na zdi pošty